# Stella Rimington (forfatter)
Stella Rimington (født Stella Whitehouse maj 1935, død 3. august 2025), Order of the Bath (DCB), var tidligere chef for det britiske efterretningsorgan MI5 fra 1992 til 1996 og forfatter.
Rimington var den første kvinde som virkede som chef for MI5.